# 키나발루다람쥐
키나발루다람쥐(Callosciurus baluensis)는 다람쥐과에 속하는 설치류의 일종이다. 동말레이시아 고지대 숲의 토착종이다. 일반명은 키나발루 산의 이름에서 유래했지만, 키나발루 산에 제한적으로 분포하는 것은 아니다. 꼬리와 상체는 희끗희끗하고 거무스레한 색을 띠고, 하체는 불그스레한 오렌지색이다. 옆구리에 아랫쪽의 넓은 검은색 줄무늬와 함께 좁은 담황색 줄무늬가 나 있다.